# Nikodem (Kononow)
Nikodem, imię świeckie: Aleksandr Michajłowicz Kononow (ur. 18 czerwca?/30 czerwca 1871 we wsi Telwiska, gubernia archangielska, zm. 10 stycznia 1919 w Biełgorodzie) – rosyjski biskup prawosławny, nowomęczennik.

## Życiorys
Urodził się w rodzinie kapłana prawosławnego Michaiła Kononowa i jego żony Kławdii. W 1892 ukończył seminarium duchowne w Archangielsku, zaś cztery lata później – Petersburską Akademię Duchowną. W czasie nauki złożył wieczyste śluby zakonne z imieniem Nikodem na cześć świętego mnicha Nikodema Kożejezierskiego. Kolejno przyjmował święcenia diakońskie i kapłańskie, zaś w 1901 został archimandrytą.
Był autorem opracowań żywotów świętych związanych z ziemią archangielską: zbiorów żywotów zatytułowanego Sołowieckije podwiżniki błagoczestia XVII-XIX ww. oraz Archangielskij patierik, jak również żywota św. Hioba Uralskiego. W 1904 został wyznaczony na rektora seminarium duchownego w Kałudze, zaś po pięciu latach – przeniesiony na analogiczne stanowisko w seminarium w Ołońcu. W 1910 wydał żywot św. Nauma Sołowieckiego.
W 1911 miała miejsce jego chirotonia na biskupa rylskiego, wikariusza eparchii kurskiej. Jako konsekratorzy wzięli w niej udział metropolici moskiewski i kołomieński Włodzimierz oraz kijowski i halicki Flawian, arcybiskup jarosławski Tichon oraz biskupi tulski Parteniusz i samarski Konstantyn.
15 listopada 1913 jego tytuł uległ zmianie na biskup biełgorodzki. W 1918 uczestniczył w zjeździe biskupów południa Rosji, który zebrał się w Kijowie i który obrał tymczasowy kolegialny zarząd struktur Rosyjskiego Kościoła Prawosławnego na terenach kontrolowanych przez przeciwników bolszewików. Po zakończeniu obrad soboru biskup Nikodem wrócił do Biełgorodu, gdzie występował w kazaniach jako zdecydowany przeciwnik rewolucji październikowej, mówiąc o okrucieństwach popełnianych przez Czerwonych.
Zginął w 1918 lub 3 września 1921, rozstrzelany przez funkcjonariuszy Czeka, uznany za niebezpiecznego kontrrewolucjonistę. Według wspomnień jednego z pracowników biełgorodzkiej Czeki egzekucja miała miejsce na dziedzińcu więzienia miejskiego, bez wcześniejszego procesu. Według innej wersji duchowny został rozstrzelany przez oddział, który w pierwszej chwili odmówił wykonania rozkazu czekistów. Aby przeprowadzić egzekucję, czekiści przebrali hierarchę w strój żołnierza, uniemożliwiając jego rozpoznanie.
W 2012 na terenie budowy nowej siedziby eparchii biełgorodzkiej odnaleziono jego szczątki, w trumnie, w stroju biskupim. Na cześć tego wydarzenia ustanowiono 2 listopada dodatkowy dzień wspomnienia liturgicznego świętego Nikodema. Odnalezione relikwie były wystawione dla kultu początkowo w soborze Przemienienia Pańskiego w Biełgorodzie, a następnie w odbudowanej cerkwi Trójcy Świętej w tymże mieście.